# Rick Rosas
Rick Rosas (10. září 1949 – 6. listopadu 2014) byl americký baskytarista. Svou kariéru zahájil v šedesátých letech jako člen skupiny Mark & the Escorts. V osmdesátých letech vystupoval v doprovodné skupině hudebníka Joa Walshe a roku 1987 se seznámil s Neilem Youngem, se kterým od té doby při několika příležitostech spolupracoval. V červenci a srpnu 2014 vystupoval s Youngem v rámci turné Alchemy Tour, při němž jej doprovázela skupina Crazy Horse. Rosas zde vystupoval jako náhrada za nemocného Billyho Talbota. Během své kariéry spolupracoval s mnoha dalšími hudebníky, mezi které patří například Jerry Lee Lewis, Ronnie Wood nebo Pegi Young. Zemřel v listopadu roku 2014 ve věku 65 let. Ke konci života vystupoval ve filmu Nikdy není pozdě, který mu byl následně věnován.